# Île Snow
Pour les articles homonymes, voir Snow.

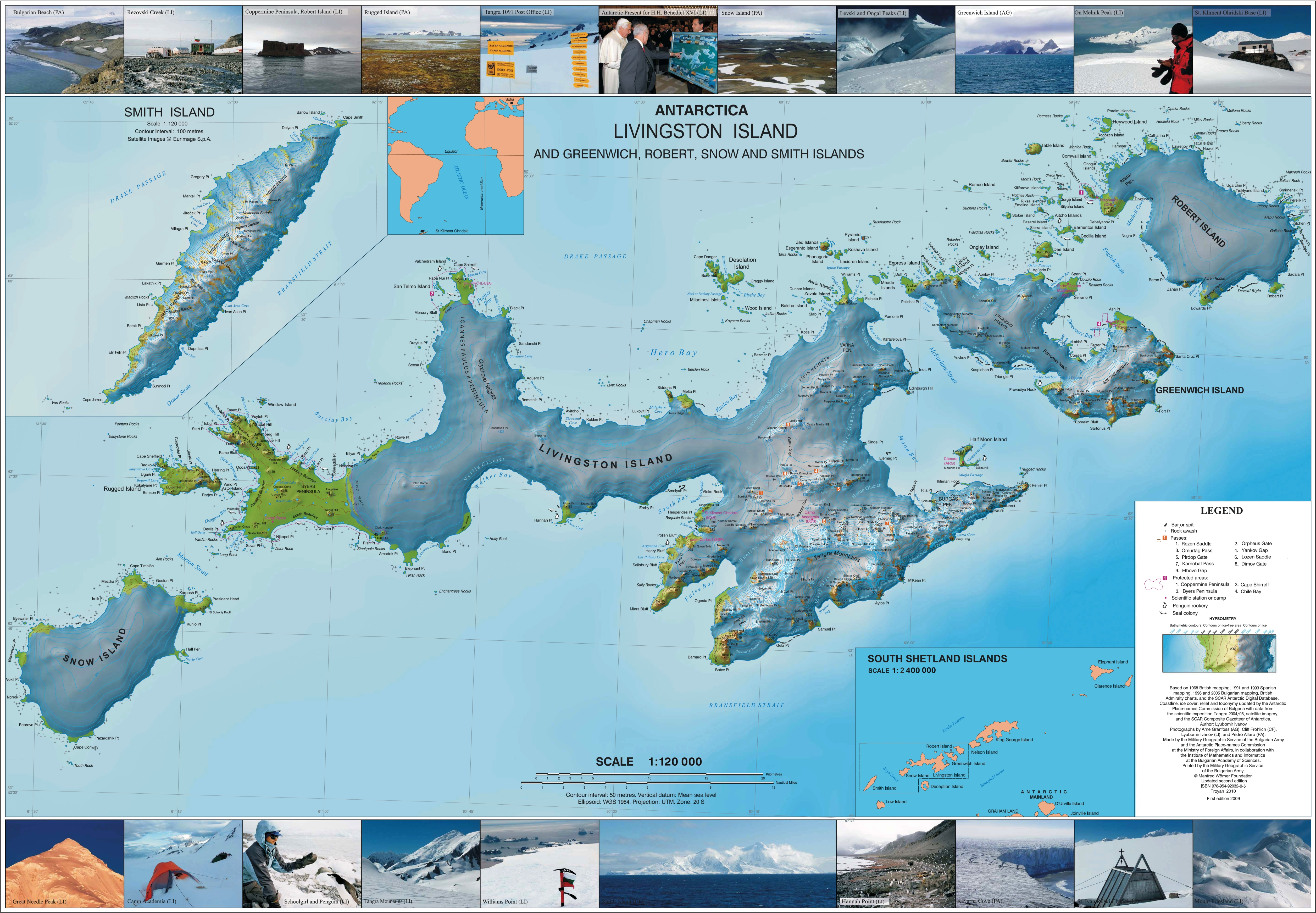
Topographic map of Livingston Island, Greenwich, Robert, Snow and Smith Islands.

L’Île Snow/Nevada (anglais : Snow Island, espagnol : Isla Nevada) est une île de l'Antarctique, appartenant aux Îles Shetland du Sud.
Elle est située au sud-ouest de l'île Livingston, dont elle est éloignée de 6 km. Les deux îles sont séparées par le détroit de Morton (en). Environ 132 km la séparent du continent Antarctique. Elle mesure 16 × 8 km, et a une superficie de 154 km2, avec 58 km de côtes.
Elle est recouverte de glace en permanence.
Le point le plus austral de l'île est le cap Conway.
En 1820, elle était déjà connue par les chasseurs de phoques.

## Carte
- (en) L. L. Ivanov, Antarctica: Livingston Island and Greenwich, Robert, Snow and Smith Islands. Scale 1:120000 topographic map. Troyan: Manfred Wörner Foundation, 2009.  (ISBN 978-954-92032-6-4)